# Aboubaker Djaber el Djazaïri
Aboubaker Djaber ben Moussa ben Abdelkader ben Djaber (en arabe : أبو بكر جابر بن موسى بن عبد القادر بن جابر), plus connu sous le nom d'Abou-Bakr Djaber el-Djazaïri (en arabe : أبو بكر الجزائري), né en 1921 à Lioua (Algérie française) et mort le 15 août 2018 à Médine (Arabie saoudite), est un écrivain, érudit musulman et enseignant algérien.

## Biographie
Abou Bakr el-Djazaïri naît en 1921 dans le village de Lioua, près de Tolga, aujourd'hui situé dans la wilaya de Biskra, en Algérie. D’origine arabe, il est issu de la tribu des Banu Hilal. Durant son enfance, il entreprend de mémoriser le Coran et des textes de jurisprudence (fiqh) malikite. Il déménage ensuite à Biskra où il enseigne au sein d'une école privée. Plus tard, il part à Médine pour y reprendre ses études religieuses. Assistant régulièrement à des cours donnés par des oulémas médinois, il finit par avoir l'aval des autorités religieuses saoudiennes pour enseigner à son tour dans la mosquée du Prophète. Il y organise des séminaires, principalement sur l'interprétation (tafsir) du Coran et sur les traditions prophétiques. Parallèlement à cela, il enseigne à Dar al-Hadith (ar) et dans certaines écoles sous la responsabilité du ministère saoudien de l'Éducation (en). Lorsque l'université islamique de Médine ouvre ses portes en 1961, il devient l'une des premières personnes à y dispenser un cours.
Ses principaux disciples seront Mohamed Ali Ferkous (ar) (l'une des plus grandes références du salafisme en Algérie), Saleh al-Maghamsi (en), Hossam Eddine Afaneh (ar), Mokhtar ben Mohammed al-Amine et Abdullah Awad Al Juhani (en).
Abou Bakr el-Djazaïri enseigna à Médine pendant 26 ans, laissant derrière lui un nombre considérable de livres et de cours dans plusieurs domaines. Son ouvrage phare La voie du musulman (ar), traduit et édité en français par la Maison d'Ennour et Al-Bouraq, mais controversé de manière générale en Occident, en raison de ses opinions ultra-conservatrices, et incompatibles avec les règles éthiques contemporaines, est largement accepté dans le monde arabe, où il est régulièrement offert comme présent,,. Jusqu'à la fin de sa vie, il refuse de s'associer au secteur financier et continue de mettre en garde contre l'intérêt usuraire qui le gangrène, notamment dans son livre À ceux qui jouent avec le feu.
En 2017, il contracte une grave pneumonie et est transféré à Riyad pour être soigné dans un hôpital appartenant à la Garde nationale saoudienne (en).
Le 15 août 2018, à l'aube, il finit par rendre l'âme. Sa prière funéraire a lieu dans l'après-midi à la mosquée du Prophète et il est enterré non loin, au cimetière al-Baqi.

## Idées politiques et scientifiques
Avant de quitter son pays natal, il s'engage politiquement et participe aux activités du parti El-Bayan ainsi qu'à la fondation du "mouvement de la jeunesse monothéiste", connu par la suite pour son opposition au pouvoir algérien, présidé alors par Houari Boumédiène.
Après son installation en Arabie saoudite, El-Djazaïri se concentre sur la recherche scientifique et se fait moins volubile sur les sujets politiques, sans pour autant les négliger totalement. Il soutient ainsi l'engagement de la jeunesse musulmane et en particulier arabe dans la lutte (djihad) contre l'occupation soviétique de l'Afghanistan. Par ailleurs, il est l'auteur d'un avis juridique (fatwa) sur la légitimité du système démocratique et d'appels au vote à destination du peuple algérien, ce qui lui vaut des critiques de la part de certains érudits sunnites qui soutiennent une interprétation littéraliste du verset coranique relevant de la souveraineté divine « Le pouvoir n'appartient qu'à Dieu ».

## Travaux
Il a écrit un grand nombre d'ouvrages, parmi lesquels :  
- Messages d'El Djazaïri
- La voie du musulman (ar)
- Le dogme du croyant
- La plus simple des interprétations des paroles du Très-Haut, du Grand
- La femme musulmane
- L'État islamique
- Les nécessités dans la jurisprudence : un traité sur la jurisprudence malikite
- La perfection de l'Oumma dans le bien-fondé de ses croyances
- Ils sont les Juifs
- Le soufisme Ô serviteurs d'Allah
- Appels du Tout-Miséricordieux aux gens de la foi : une explication des versets « Ô vous qui avez cru » dans tout le Coran
- Mes conseils à tous les chiites